# Eupalamos
Dans la mythologie grecque, Eupalamos (en grec ancien Ευπάλαμος / Eupálamos) est un descendant d’Érichthonios et donc un membre de la famille royale d’Athènes.
Il est généralement considéré comme le fils de Métion, lui-même fils d’Érichthonios, mais Diodore inverse cette généalogie et fait de Métion le fils d’Eupalamos, lui-même fils d’Érichthonios.
Eupalamos engendre Dédale avec Alcippé. Il est aussi donné comme le père de Perdix et de Métiaduse, cette dernière épousant Cécrops et engendrant Pandion.

## Sources
- Pseudo-Apollodore, Bibliothèque [détail des éditions] [lire en ligne] (III, 15, 5 et 8).
- Diodore de Sicile, Bibliothèque historique [détail des éditions] [lire en ligne] (IV, 76).
- Hygin, Fables [détail des éditions] [(la) lire en ligne] (39, 244 et 274).
- (en + grc) Souda (lire en ligne) (entrée Πέρδικος ἱερόν).
- Tzétzès Chiliades (I, vers 492 à 497).
- Servius, Commentaire à l'Énéide [détail des éditions] [(la) lire en ligne] (VI, v. 14).